# 턱스기타
턱스기타 (TuxGuitar)는 자유-오픈 소스 태블러처 편집 소프트웨어로, 태블러처 편집, 악보 편집, 기타 프로 gp3, gp4, gp5 파일 가져오기 및 내보내기 등의 기능이 있다. 또한, 턱스기타의 태블러처 및 스태프 인터페이스는 기본적인 MIDI 편집기 역할을 한다.
턱스기타의 마스코트이자 이름의 유래는 원래 리눅스용으로 설계된 많은 게임 및 프로그램의 펭귄 마스코트인 턱스이다.
자바 프로그래밍 언어로 작성되었으며 LGPL-2.1-only 라이선스에 따라 배포된다.
원래 소스포지에서 개발되었으나, 턱스기타 웹사이트가 사라지고 최초 개발자가 활동을 중단한 이후 2023년 3월 30일 깃허브로 개발이 이전되었다. 1.6.0 버전은 깃허브에서 이루어진 첫 번째 릴리스였다.

## 스킨
턱스기타는 사용자가 선택할 수 있는 세 가지 기본 스킨 세트를 제공한다. 다음과 같다:
| 이미지 | 이름          | 저자       | 첫 등장 버전 | 설명                                 |
| --- | ------------- | ---------- | ------------ | ------------------------------------ |
| a grey and greyish blue layout for TuxGuitar                                                                                                | 라벤더        | 사샤       | v0.1         | 라벤더 색상의 단순하고 우아한 테마.  |
| | 블루 시리어스 | 리크네프   | v0.1         | 파란색이 지배적인 좀 더 진지한 테마. |
| A red-brown layout for TuxGuitar that is very rural in appearance due to the choice of colors ranging from red to shades of blue and green. | 어스플러스    | 어스플러스 | v0.9         | 기본 턱스기타 테마.                  |

턱스기타는 사용자 정의 스킨도 지원한다. 버전 1.0의 기본 스킨은 라벤더이다.

## 기능
| 음표 효과                     | 음표 효과 |
| ----------------------------- | --- |
| 데드 노트                     | 지원됨. |
| 강조된 음표                   | 강하거나 일반적인 음표만. |
| 하모닉스                      | 자연, 인공, 탭, 핀치 또는 세미 하모닉만. |
| 다이내믹스                    | 악보 본문에 표시되지 않음. |
| 꾸밈음                        | 온음표의 1/64에서 1/16까지의 길이로 제한됨. |
| 트레몰로 피킹                 | 온음표의 최대 1/8에서 최소 1/32까지의 길이로 제한됨. |
| 슬러                          | 해머온/풀오프 형태로 지원됨. |
| 해머온 및 풀오프              | 제한된 지원 (프로그램이 둘을 구별하지 않음). |
| 슬라이드                      | 제한된 지원. |
| 트랙 효과                     | |
| 다중 트랙                     | 지원되며, 보기 > 다중 트랙을 클릭하여 표시할 수 있음. |
| 다중 보이스                   | 지원되지만 트랙당 두 개의 보이스로 제한됨. |
| 반복                          | 지원되지만 열린 또는 닫힌 바라인 반복으로 제한됨. |
| 대체 엔딩                     | 지원되지만 MIDI 재생은 처음 두 개의 대체 엔딩만 인식하며, 두 번째 엔딩은 첫 번째 대체 엔딩 및 해당 반복과 연관되려면 닫힌 반복 바로 뒤에 오는 마디 위에 위치해야 함.                                    |
| 트랙 현의 사용자 정의 튜닝 수 | 지원되지만 추가할 수 있는 현의 수는 7개를 초과할 수 없고 4개 미만일 수 없으며, 16.352Hz에서 15804.266Hz 사이의 음높이로 설정할 수 있음. 현재는 다른 길이의 코스 (예: 5현 밴조)를 허용하지 않음.         |
| 트랙 이름                     | 지원됨. |
| 노랫말                        | 지원됨. |
| 텍스트                        | 지원됨. |
| 화음                          | 지원됨. |
| 기호                          | 지원되지만 박자표, 음자리표, 조표로 제한됨. (기호 대신 텍스트 편집기를 통해 교육용 연주 텍스트를 추가할 수 있지만, MIDI 재생에서는 지원되지 않거나 턱스기타에서 텍스트 외에 다른 것으로 인식되지 않음.) |

## 지원되는 파일 형식
| 파일 형식           | 가져오기 | 내보내기 |
| ------------------- | -------- | -------- |
| 턱스기타 (.tg)      | 예       | 예       |
| 기타 프로 (.gtp)    | 예       | 아니요   |
| 기타 프로 3 (.gp3)  | 예       | 예       |
| 기타 프로 4 (.gp4)  | 예       | 예       |
| 기타 프로 5 (.gp5)  | 예       | 예       |
| 기타 프로 6 (.gpx)  | 예       | 아니요   |
| 기타 프로 7 (.gp)   | 예       | 아니요   |
| 파워 탭 (.ptb)      | 예       | 아니요   |
| 테이블에디트 (.tef) | 예       | 아니요   |
| 릴리폰드 (.ly)      | 아니요   | 예       |
| MIDI (.mid)         | 예       | 예       |
| ASCII 탭 (.txt)     | 아니요   | 예       |

## 평가
2014년 5월년 기준, 턱스기타는 CNET 사용자 평가에서 별점 4/5점을 받았다. 같은 시기에 턱스기타는 소프트피디아 사용자 평가에서 별점 3.4/5점을 받았다. 2016년 8월년 기준 이 프로그램은 소스포지에서 별점 4.7/5점을 받았다. 소프트웨어 인포머의 리뷰어들은 턱스기타 버전 1.0에 5/5점을 주며, "사용하기 매우 쉬운 인터페이스"와 프로그램의 "매우 고급 기능"을 칭찬했다.

## 같이 보기
- 음악 소프트웨어 목록